# Gerd Witte
Gerd Witte (* 14. Juni 1927 in Berlin; † 7. Dezember 2015 in Trossingen) war ein deutscher Kirchenmusiker, Komponist und Hochschullehrer.

## Leben
Gerd Witte erhielt seine erste Ausbildung als Orgelspieler ab 1945 bei Ludwig Doormann in Göttingen, zugleich absolvierte er musikgeschichtliche Studien bei Rudolf Gerber. Es folgte ein Studium der Kirchenmusik an der Kirchenmusikschule Berlin-Spandau bei Herbert Schulze und Ernst Pepping. Das Studium beendete Witte 1950 an der nach Trossingen ausgelagerten Musikhochschule Stuttgart bei Herbert Liedecke und Helmut Degen. Im selben Jahr wurde er Kantor und Organist an der Martin-Luther-Kirche in Trossingen. Zusätzlich wirkte er von 1958 bis 1971 als Lehrer für Orgelspiel an der Kirchenmusikschule der Württembergischen Landeskirche (später Evangelische Hochschule für Kirchenmusik Tübingen) in Esslingen am Neckar. 
1971 erhielt Witte eine Professur für Orgelspiel und Evangelische Kirchenmusik an der Musikhochschule Trossingen. 1981 legte er das Kantorenamt in Trossingen nieder. Neben seiner Professur übte Witte ab 1985 das Amt des Organisten an der Stadtkirche St. Georg in Stein am Rhein aus. 1991 wurde er als Professor in den Ruhestand versetzt.
Unter Gerd Wittes Leitung realisierte die Kantorei der Martin-Luther-Kirche in Trossingen eine Anzahl von Schallplatteneinspielungen. Als Organist trat Witte mit zahlreichen Rundfunkaufnahmen und einigen Schallplatten- und CD-Aufnahmen hervor. Er schrieb eine Vielzahl von Kompositionen für Orgel und für Chor, die zumeist für den praktischen Gebrauch im evangelischen Gottesdienst gedacht sind. Ein Teil der Kompositionen wurde im Carus-Verlag veröffentlicht.

## Schüler (Auswahl)
- Hans-Peter Braun
- Christian-Markus Raiser

## Werke

### Kompositionen
- „Christus, du bist uns Licht und Tag“, Choralpartita für Orgel[1]
- „Wie schön leuchtet der Morgenstern“, Partita für Positiv oder Orgel (Schaffhauser Organistenverband OVS 01001)
- Mehrere Orgelkompositionen in: Orgel spielen mit Hand und Fuß. Hg. von Hans-Peter Braun (Strube Verlag VS3317)
- Klangspiele für Orgel und Klavier[2]
- Toccata für Orgelpositiv und Cembalo (Carus CV 18.198/00)
- Choralvorspiele für Orgel (Carus CV 18.197/00)
- Sechs Psalmen für Solostimmen und Orgel (Carus CV 40.770/00)
- „Allein zu dir, Herr Jesu Christ“, Motette für Chor a cappella (Carus CV 07.105/00)
- Krippenlieder, für Chor und Instrumente (Carus CV 07.337/00)
- „Ich will zu meinem Vater gehen“, für Chor a cappella, in: Chorsätze zum Evangelischen Gesangbuch (Carus CV 90.100/00)
- „Weil Gott in tiefster Nacht erschienen“, für Chor a cappella, in: Chorsätze zum Evangelischen Gesangbuch (Carus CV 90.100/00)
- Meditation zum Karsamstag, für Chor und Orgel (Carus CV 10.235/00)
- „Singet dem Herrn ein neues Lied“, Psalm 98 für Chor a cappella (Carus CV 07.014/00)
- Das Reisfeld, Lieder aus aller Welt für junge Stimmen (Carus CV 12.320/00)
- 7 kanonische Sätze über alte Weihnachtsweisen für Altblockflöte, 2 Vl und Vc (Moeck ZFS248)
- Miniaturen zur Weihnachtsgeschichte für Blockflöte (Moeck ZFS295)

### Bücher und Aufsätze
- Zu Ernst Peppings Psalmbicinien. In: Musik und Kirche, 25, 1955, S. 58.
- Grundriss einer chorischen Stimmbildung. Bärenreiter Kassel 1963.
- Die Musik zwischen Kirchgänger und Musiker. In: Musik und Kirche, 35, 1965, S. 283.
- Die Weihnachtsgeschichte des Lukas in der Fassung Ernst Peppings. In: Festschrift Ernst Pepping, 1971, S. 84.
- Methodische Ansätze im Improvisationsunterricht. In: Musica sacra, 95, 1975, S. 341.
- Frank Michael Beyer. Spiel und Beispiel – Josquin-Glosadas. In: Musik und Kirche, 53, 1983, S. 287–290.
- «Wer weiß, wie nahe mir mein Ende»: Eine Orgel-Partita von Ernst Pepping. In: Pepping-Studien 1, 1996, S. 135–146.

### Einspielungen
Schallplatten
- 1971: Helmut Degen: Osteroratorium 1942/43. Chor der Martin-Luther-Kirche Trossingen, Kammerchor der Staatlichen Hochschule für Musikerziehung Trossingen, Leitung: Gerd Witte. corona SM 30031.
- 1972: Johann Christoph Friedrich Bach: Die Auferweckung des Lazarus, Die Kindheit Jesu. Solisten, Solistenvereinigung Trossingen, Trossinger Chorgemeinschaft, Chor der Martin-Luther-Kirche Trossingen, Leitung: Gerd Witte. corona SM 30 0566/57/58.
- 1972: Musik für Orgel, Cembalo, Klavier. Gerd Witte, Orgel; Arwed Henking, Cembalo, Hermann Maihöfer, Klavier. audite MAS 51001.
- 1974: Musik II für Orgel, Cembalo, Klavier. Gerd Witte, Orgel; Arwed Henking, Cembalo, Hermann Maihöfer, Klavier. audite FSM 53188 aud.
- 1978: Orgelkonzert. Organisten an Orgeln im südlichen Württemberg. Aufnahmen des Südwestfunks Landesstudio Tübingen. Gerd Witte (und andere) Orgel. SWF Tü-OK 1978.
- 1979/1980: Johann Nepomuk David: Motetten von Tod und Ewigkeit. Kantorei der Martin-Luther-Kirche Trossingen, Leitung Gerd Witte. audite FSM 53405 aud.

CDs
- 1989: Barockorgel in Sitzberg 1869-1897 in Stein am Rhein. Gerd Witte, Orgel. Tonstudio Mauermann Ostfildern (Ruit), Copyright Kirchgemeinde Stein am Rhein-Hemishofen.
- 1992: Die neue Metzler-Orgel in der Stadtkirche St. Georg Stein am Rhein. Gerd Witte, Orgel. Tonstudio Mauermann Ostfildern (Ruit), Copyright Kirchgemeinde Stein am Rhein-Hemishofen.
- 1994: Johann Sebastian Bach in der Stadtkirche Stein am Rhein. Gerd Witte, Orgel (und andere Musiker). Tonstudio Mauermann Ostfildern (Ruit), Copyright Kirchgemeinde Stein am Rhein-Hemishofen.